# 上与板駅
上与板駅（かみよいたえき）は、かつて新潟県三島郡与板町（現長岡市）大字与板に所在した越後交通長岡線の駅（廃駅）である。

## 駅構造
単式ホーム1面1線の地上駅の有人駅で小さな駅舎があった。

## 歴史
上与板駅が開業するまでは与板町には北部に与板駅が所在するのみであり、長岡駅とを結ぶ路線バスが敷かれていなかった当時は南部の利用客にとって不便極まりないものであった。この為、南部の上与板地区（字柳之町）への駅建設が長年望まれており、1928年（昭和3年）に開業した。4年後の1932年（昭和7年）には、長岡鉄道による与板から長岡駅前へ至る路線バスが開業している。
- 1928年（昭和3年）5月6日 長岡鉄道の駅として開業。
- 1951年（昭和25年）12月1日 西長岡 - 寺泊間電化。
- 1960年（昭和35年）10月1日 越後交通が発足し、同社の長岡線の駅となる。
- 1975年（昭和50年）4月1日 越後関原 - 大河津間廃線に伴い、駅廃止。

## 駅周辺
駅は町の南端に所在し中心部から若干離れていた為、開業当初は田畑が広がり住宅は少なかった。その後は駅が所在する事から住宅は増加したものの、公的機関や商店街が駅前に形成されるには至らなかった。
- 都野神社

## 駅跡地
駅舎は1983年に取り壊され、周辺には県営アパートが建設された。その後もレールや架線柱が往時のまま残っていたが、2007年に全て撤去され更地となった。その後2011年に遊歩道化されて休憩所ができた。

## 隣の駅
越後交通
長岡線
槇原駅 - 上与板駅 - 与板駅